# Pietro Boetto
Pietro Boetto (Vigone, 19 maggio 1871 – Genova, 31 gennaio 1946) è stato un cardinale e arcivescovo cattolico italiano che durante il periodo dell'Olocausto svolse a Genova un ruolo fondamentale nelle operazioni di assistenza agli ebrei perseguitati ed è stato per questo annoverato tra i giusti tra le nazioni nello Yad Vashem.

## Biografia
Entrò al seminario minore, per passare poi al noviziato della Compagnia di Gesù il 1º gennaio 1888.
Il 30 luglio 1901 fu ordinato presbitero, e passò i successivi trent'anni negli organi di governo della Compagnia di Gesù.
Dal 1903 fu rettore del collegio gesuita di Genova.
Il 1º novembre 1916 divenne provinciale della provincia gesuita di Torino.
Poi dal 1919 al 1921 fu visitatore in Spagna, e continuò essendo procuratore generale dell'ordine (1921), provinciale di Roma (1928), assistente del padre generale per l'Italia (1930). Nel 1931 fu eletto consultore della Sacra congregazione per i religiosi.
Per le sue doti fu creato cardinale da Pio XI il 16 dicembre 1935 con il titolo di cardinale diacono di Sant'Angelo in Pescheria. Lo stesso papa lo elesse il 17 marzo 1938 arcivescovo di Genova ancora prima del funerale del suo predecessore, il cardinale Carlo Dalmazio Minoretti, e il giorno seguente il suo titolo cardinalizio fu elevato pro illa vice a titolo presbiterale. L'ordinazione episcopale fu il 24 aprile 1938 per l'imposizione delle mani del cardinale Gennaro Granito Pignatelli di Belmonte, insediandosi appunto nella sede di Genova.
Con l'elezione di Boetto, gesuita e antifascista, Pio XI volle rinforzare l'autorità morale della Chiesa cattolica nel momento in cui Adolf Hitler faceva la sua prima visita in Italia, e più precisamente a Genova, a Benito Mussolini con l'intenzione di rafforzare l'alleanza italo-germanica. La visita di Mussolini era la prima che avrebbe fatto alla città come capo del governo.

## Aiuto agli ebrei
Arrivò a Genova il 3 maggio 1938 per assumere formalmente il governo ecclesiastico della diocesi, e si trovò nella stazione ferroviaria decorata con bandiere fasciste e naziste per la prossimità della visita di Mussolini e Hitler. Fu a partire da questa visita di Hitler in Italia, contro la quale Pio XI prese le distanze assentandosi da Roma, che cominciò l'antisemitismo in Italia.

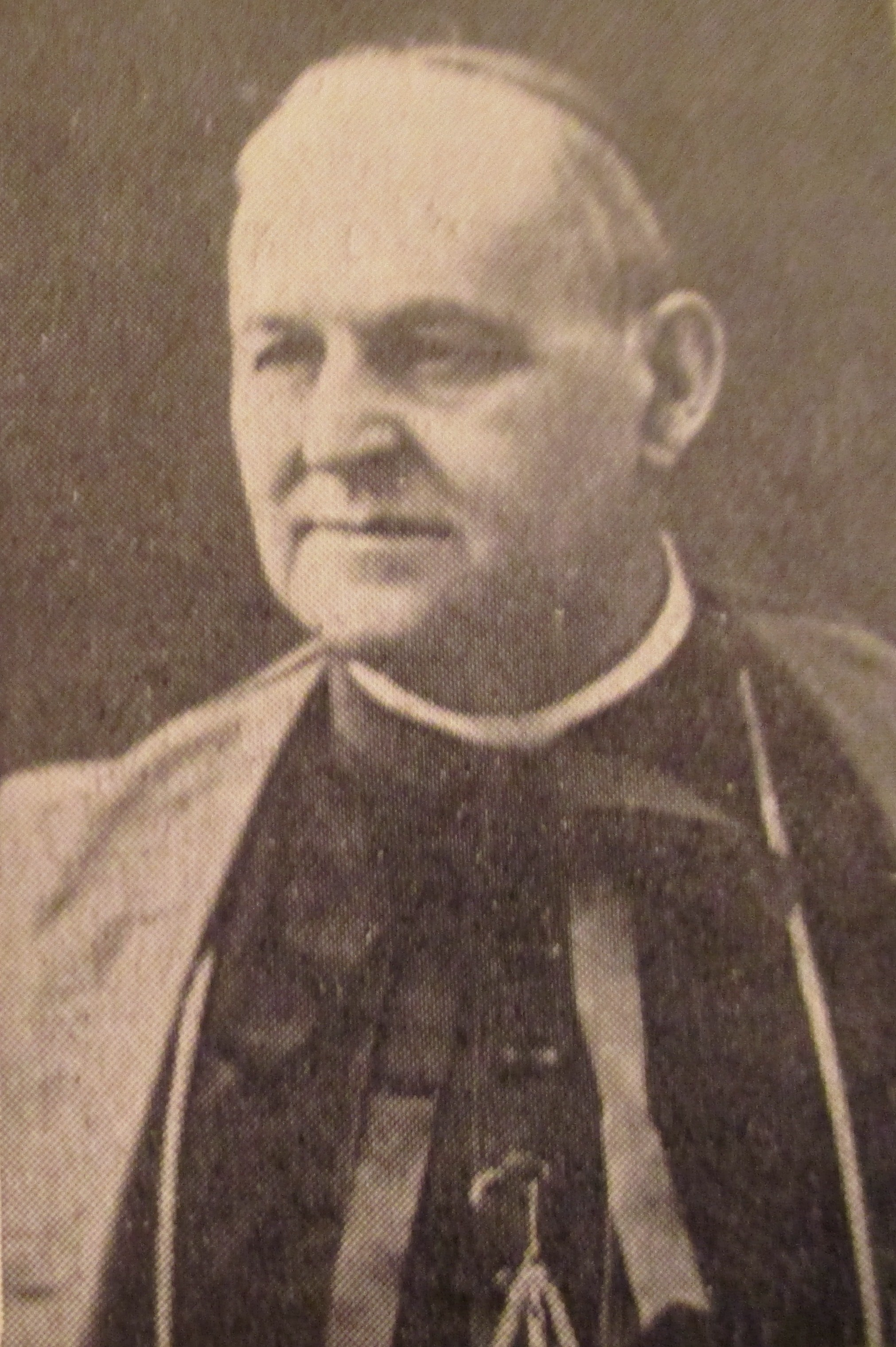
Fotografia del cardinale Boetto apparsa in L'Illustration, fuori serie in febbraio 1939 dedicata alla morte di Pio XI.

Nell'ultima fase della seconda guerra mondiale, il Cardinale Boetto contribuì a salvare centinaia di ebrei dallo sterminio nazifascista, attraverso il suo sostegno alla rete clandestina di aiuti DELASEM, la cui gestione egli affidò al segretario don Francesco Repetto, anch'egli riconosciuto tra i giusti tra le nazioni nello Yad Vashem. In quest'opera il cardinale Boetto collaborò inoltre con il console svedese Elow Kihlgren, altro giusto tra le nazioni.

## Trattative con il nazismo
Il 25 aprile 1945, nella sua residenza di San Fruttuoso, la villa Migone, nei pressi della villa Imperiale di Terralba, trattò con il generale tedesco Günther Meinhold (1889-1979) e le truppe partigiane genovesi, rappresentate dell'operaio Remo Scappini, la resa delle truppe tedesche che assediavano Genova, evitando così la distruzione della città e lo sterminio della popolazione.

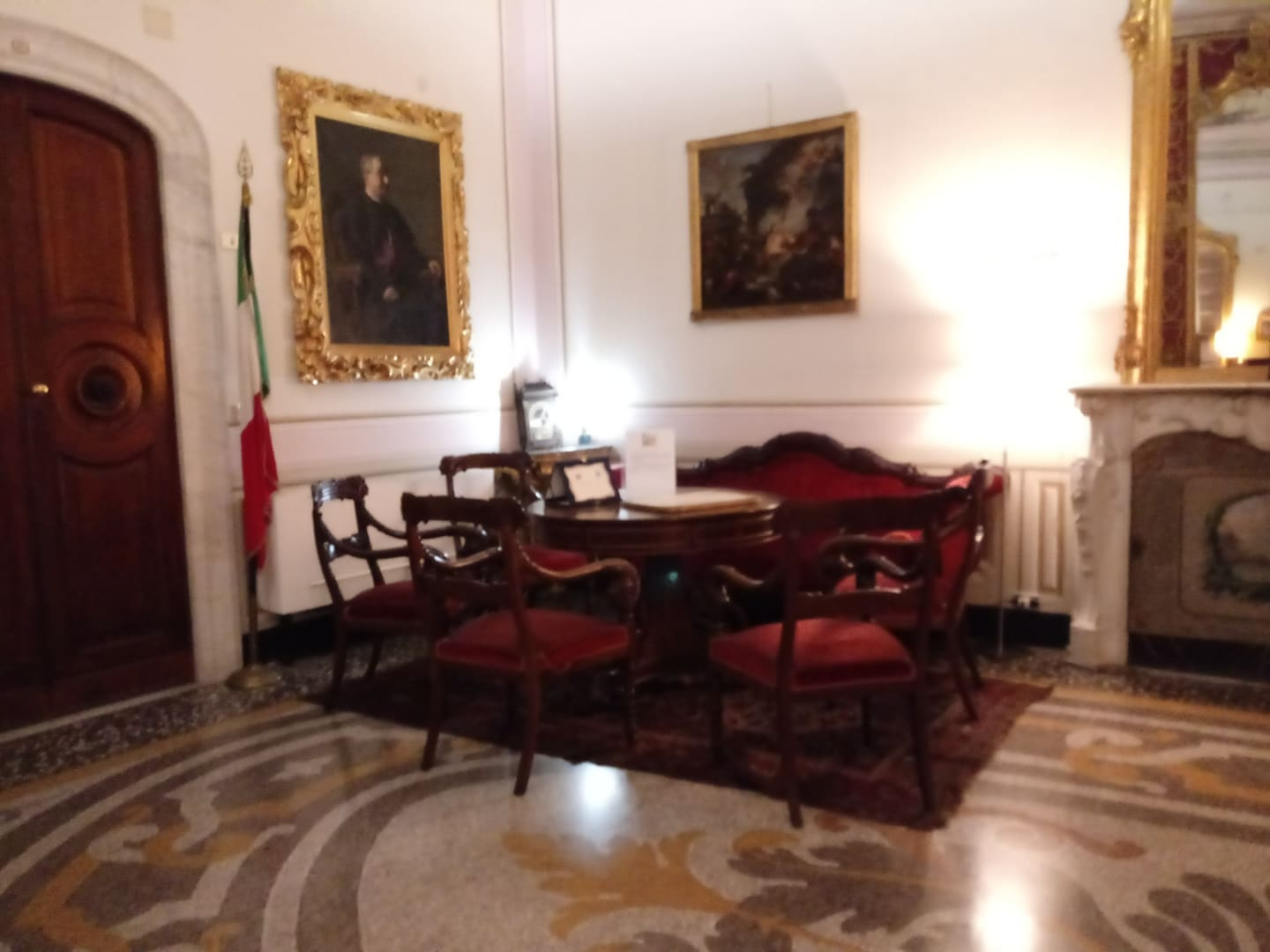
Sala di Villa Migone dove fu firmata la capitolazione delle truppe tedesche alla presenza del cardinale Boetto

Ebbe come vescovo ausiliare il futuro cardinale Giuseppe Siri.
Il 31 gennaio 1946 spirò per le conseguenze di una grave crisi cardiaca. È sepolto nella Cattedrale di San Lorenzo di Genova.

## Genealogia episcopale e successione apostolica
La genealogia episcopale è:
- Cardinale Scipione Rebiba
- Cardinale Giulio Antonio Santori
- Cardinale Girolamo Bernerio, O.P.
- Arcivescovo Galeazzo Sanvitale
- Cardinale Ludovico Ludovisi
- Cardinale Luigi Caetani
- Cardinale Ulderico Carpegna
- Cardinale Paluzzo Paluzzi Altieri degli Albertoni
- Papa Benedetto XIII
- Papa Benedetto XIV
- Papa Clemente XIII
- Cardinale Bernardino Giraud
- Cardinale Alessandro Mattei
- Cardinale Pietro Francesco Galleffi
- Cardinale Giacomo Filippo Fransoni
- Cardinale Carlo Sacconi
- Cardinale Edward Henry Howard
- Cardinale Mariano Rampolla del Tindaro
- Cardinale Gennaro Granito Pignatelli di Belmonte
- Cardinale Pietro Boetto, S.I.

La successione apostolica è:
- Vescovo Francesco Marchesani (1939)
- Cardinale Giuseppe Siri (1944)